# Dietrich Becker (Priester)

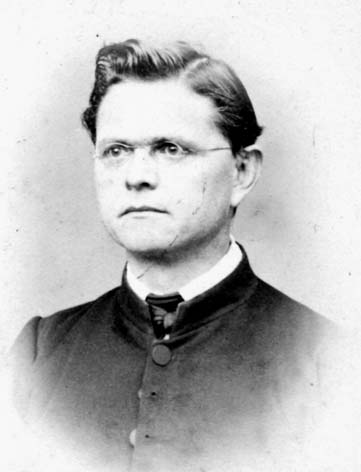
Domkapitular Dietrich Becker

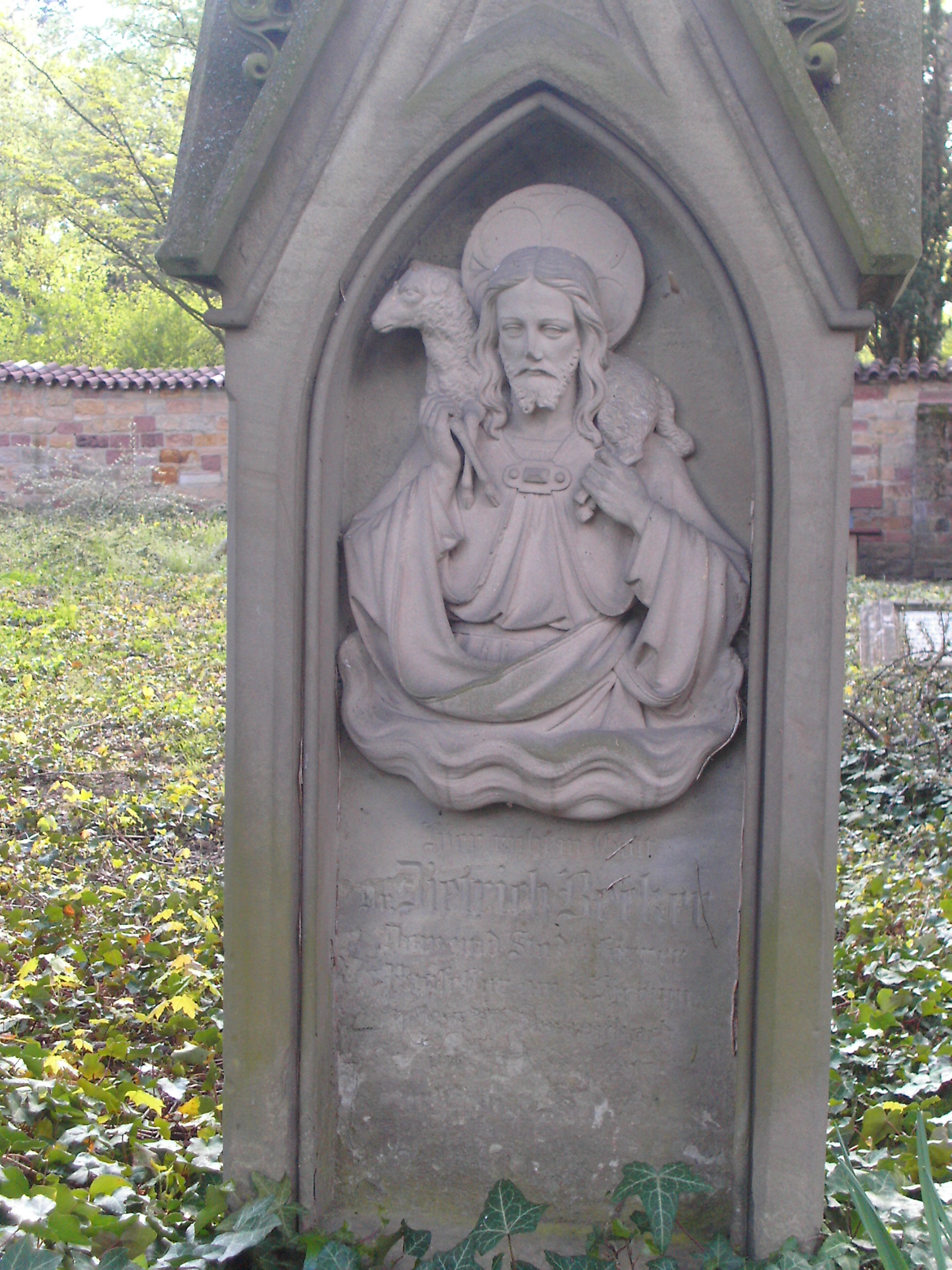
Grabstein von Domkapitular Dietrich
Becker, Alter Friedhof Speyer, Domkapitelsfriedhof.

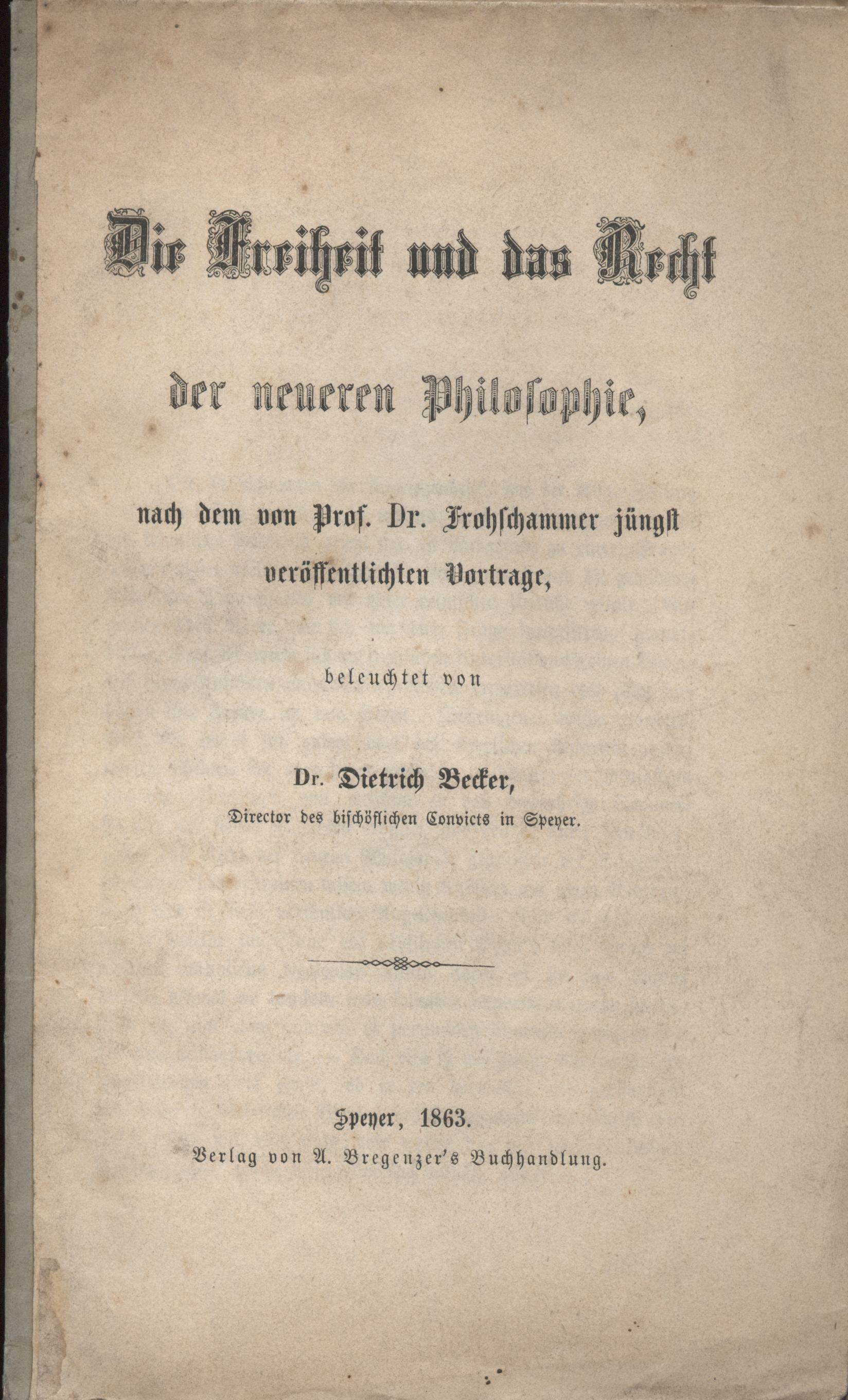
Zeitgenössisches Titelblatt einer Publikation von Dr. Dietrich Becker

Dietrich Becker (* 29. November 1830 in Niedergailbach, Saarpfalz; † 31. Januar 1879 in Speyer) war Priester der Diözese Speyer, Doktor der Philosophie, Direktor des Bischöflichen Konviktes St. Ludwig, Speyerer Stadt- bzw. Dompfarrer und Domkapitular. Er galt zu seiner Zeit als einer der dominierenden Redner und Prediger des Bistums und betätigte sich als theologischer Schriftsteller.

## Leben

### Frühes Wirken
Becker wurde im saarpfälzischen Niedergailbach (heute Gersheim) geboren. Von dort stammt auch der fast gleichaltrige Priesterschriftsteller Joseph Eduard Konrad Bischoff, alias „Conrad von Bolanden“. Dietrich Becker studierte in München u. a. bei Professor Daniel Bonifatius Haneberg, der einmal sein Bischof werden sollte. Am 20. August 1855 erhielt er im Speyerer Dom von Bischof Nikolaus von Weis die Priesterweihe und wurde am 10. September als Kaplan nach Neustadt versetzt. Von hier berief man ihn bereits am 17. März 1856 als Präfekt an das bischöfliche Konvikt St. Ludwig, Speyer (kirchliches Internat), am 31. März 1857 avancierte er auf die verantwortungsvolle Stelle des Konvikts-Direktors; er war also nun „Chef“ des Hauses. In dieser Funktion verblieb der Priester mehr als 10 Jahre. Daneben unterrichtete er Geschichte am Priesterseminar und Religions- sowie Moralphilosophie am königlichen Lyceum in Speyer.
Becker unterstützte nachhaltig seinen Konvikts-Schüler Jakob Rebmann, einen Halbwaisen, der später Jesuitenpater und Rektor der Universität in Spokane USA wurde. Rebmann bezeichnete Dietrich Becker in seinen Memoiren als „gelehrten und heiligmäßigen Priester“ sowie als Wohltäter und geistlichen Berater seiner Mutter.

### Domherr in Speyer
Dietrich Becker hatte in Philosophie promoviert und wurde am 28. September 1867, unter Bischof Nikolaus von Weis, Domkapitular als Nachfolger des verstorbenen Domherren Anton Spiehler. Am 7. August 1868 erhielt Becker das Amt des Dom- und Stadtpfarrers von Speyer. Dazu konstatiert Franz Xaver Remling:

„Am 8. August 1867 rief ein wiederholter Schlaganfall den Domkapitular Spiehler aus dieser Zeitlichkeit. Auf die besondere Fürsprache des hochseligen Bischofs, ward der Direktor des bischöflichen Konviktes, Dr. Dietrich Becker, vom Domkapitel einstimmig am 28. September gleichen Jahres an dessen Stelle erkoren und am 11. Dezember kanonisch instituirt. Da der bisherige Dompfarrer Köstler dieses Amt niederlegte, so wurde der jüngste Kapitular am 7. August 1868 vom Domkapitel an dessen Stelle zum Seelsorger der Dompfarrei gewählt.“

 Beim Tod Bischofs von Weis, 1869, hielt ihm Dietrich Becker am 15. Dezember im Dom die Trauerrede und er wurde auch in der Presse – neben Domkapitular Wilhelm Molitor – als einer der Nachfolgekandidaten gehandelt. So schreibt etwa die „Bayerische Landeszeitung“ in Zweibrücken am 6. Januar 1870: „Daß Dr. Becker sich Hoffnungen auf den Bischofsstuhl macht, ist bekannt, aber viele bezweifeln, ob er die erforderliche Duldsamkeit, Milde und wahre Vaterlandsliebe besitzt…“. Bischof von Speyer wurde am 29. April 1870 Konrad Reither, der jedoch bereits am 4. April 1871 verstarb. Seine Nachfolge als Speyerer Bischof trat am 16. Mai 1872 der Benediktinerabt Daniel Bonifatius von Haneberg an, Beckers ehemaliger Professor aus München. In einer Biographie Bischof von Hanebergs wird Dietrich Becker folgendermaßen charakterisiert:

„Dom- und Stadtpfarrer Becker war eine scharfsinnige, geistreiche, redegewandte Persönlichkeit, die in ihrem Auftreten alles überragte und daher in der Öffentlichkeit seit Jahren eine unbestritten führende Rolle übernommen hatte.“

 Becker war in der Pfalz ein maßgeblicher Initiator der sogenannten katholischen „Wanderversammlungen“, die man als regionale Katholikentreffen bezeichnen könnte und auf denen man besonders die Beschlüsse des I. Vatikanischen Konzils (z. B. Unfehlbarkeitsdogma) erörterte und dem Volk näher brachte, da diese in der Presse stark angegriffen und nach Ansicht der katholischen Kirche meist verzerrt dargestellt wurden. In jener Zeit sprach Dr. Becker auch öfter als Redner auf den deutschen Katholikentagen. Als im Sommer 1873 in Speyer die Cholera wütete und 158 Menschenleben forderte, gehörte Dompfarrer Becker mit seinen Kaplänen Konrad Busch (dem späteren Bischof) und Friedrich Molz, zu den eifrigsten Pflegern der Kranken. Bischof Haneberg verstarb am 31. Mai 1876 und sein ehemaliger Schüler, Dompfarrer Dietrich Becker hielt ihm am 2. Juni – in Anwesenheit von Bischof Wilhelm Emmanuel von Ketteler, Bischof Franz Leopold von Leonrod aus Eichstätt und Benediktinerabt Benedikt Zenetti aus München – die Trauerpredigt. Sie erschien im Druck und bildet ein eigenes Kapitel in A. Huths Haneberg-Biographie. Der abschließende Passus lautete:

„Und nun du hoher Dom von Speyer, in dem so mancher Kaiser und Kirchenfürst seine letzte Ruhe gefunden, sei deinem Bischof, der in dir nicht mehr das heilige Opfer darbringen kann, ein friedliches Grab. Spanne deine hohen Bogen über seiner ungestörten Ruhestätte, bis am jüngsten Tag sein Leib wieder auferstehen wird und wir mit ihm in die Verklärung einziehen werden.“

Laut Jakob Bisson, 7 Speyerer Bischöfe und Ihre Zeit, habe Wilhelm Redelberger, der damals älteste Priester des Bistums Speyer (1853–1949), als Ohrenzeuge, noch 1945 diesen für ihn besonders eindrucksvollen Abschnitt frei zitieren können. Bisson berichtet in seinem Buch weiter:

„Als der Trauerredner auf der Domkanzel, ein lebensvolles Bild von dem Dahingeschiedenen entwerfend, die Worte sprach: 'Die Bischöfe Bayerns sehen erschüttert die Lücke, die sein Scheiden unter ihnen zurückgelassen, dessen hohe Weisheit, dessen glänzende Tugenden ihr Stolz und ihre Krone waren, die Kirche begräbt mit ihm einen ihrer erleuchtetsten und frömmsten Bischöfe, sein Verlust ist für uns ein ganz unausprechlicher', da rollten Tränen aus den Augen des unter der Kanzel sitzenden Bischofs Ketteler von Mainz, der es sich nicht versagen konnte, diesen Worten durch wiederholtes Nicken mit dem Haupte seine Zustimmung zu geben.“

Die Trauerfeierlichkeiten für Bischof Haneberg und die dabei von Domkapitular Dietrich Becker gehaltene Predigt, gehören zu seinen letzten größeren Auftritten. Bald danach erkrankte er an einem Hirntumor, der ihm schließlich die aktive Ausübung seines Amtes mehr und mehr unmöglich machte. Trotzdem kam das Ende überraschend. Domvikar Jakob Baumann überliefert in seiner Biographie über Hanebergs Nachfolger, Bischof Georg von Ehrler, dass Domkapitular Becker nach zweijährigem Hirnleiden, am 31. Januar 1879, morgens um 7 Uhr tot im Bett aufgefunden wurde. Der Tod sei in Form eines das langjährige Siechtum beendenden Schlaganfalls, aber doch überraschend eingetreten, da Becker sich noch 1/4 Stunde vorher „ganz munter nach dem Wetter erkundigt hatte.“
Dietrich Becker, der auch mehrere Jahre Mitglied des Landrates der Pfalz war, wurde auf dem alten Friedhof Speyer beigesetzt, das Grab befindet sich auf dem dortigen (von diesem abgegrenzten) Domkapitelsfriedhof bei St. Bernhard. Der Grabstein mit einem Christusrelief (Guter Hirte) ist noch erhalten, die Inschrift aber bereits stark verwittert.

## Werke Dietrich Beckers
- Eduard Steinle's neuere Kunstschöpfungen – 1859
- Die Congregation des Index – 1862
- Die Freiheit und das Recht der neueren Philosophie, nach dem von Prof. Frohschammer jüngst veröffentlichten Vortrage – 1863
- Hauptpunkte der Frohschammer'schen Philosophie – 1863
- Trauerrede zum Gedächtnis Seiner Majestät des Königs Maximilian II. – 1864
- Die Kirche und die Naturforschung – 1865
- Trauerpredigt zum Gedächtnis von Bischof Nikolaus von Weis – 1869;  Komplettscan der im Druck erschienenen Predigt
- Trauerpredigt zum Gedächtnis von Bischof Daniel Bonifatius von Haneberg – 1876